# アレクサンドル・モストヴォイ
アレクサンドル・ウラジミロヴィッチ・モストヴォイ（露: Александр Владимирович Мостовой, 英: Aleksandr Vladimirovich Mostovoi, 1968年8月22日 - ）は、ロシア・サンクトペテルブルク出身の元サッカー選手。ロシア代表であった。現役時代のポジションはミッドフィールダー（攻撃的ミッドフィールダー）。
特にセルタ・デ・ビーゴ時代の活躍で知られ、「真のプレーメーカー」と呼ばれた。

## クラブ経歴

### 初期の経歴
1987年、ソビエト・セカンドリーグのFC Presnya Moscowからソビエト連邦屈指のビッグクラブであるFCスパルタク・モスクワに移籍し、1987年と1989年にソビエト連邦サッカーリーグ優勝を果たした。1992年にはロシア人のVasili Kulkovやセルゲイ・ユラン (Sergei Yuran) とともにポルトガル・プリメイラ・リーガのSLベンフィカに加入した。契約の数ヶ月前には結婚によりポルトガル国籍を取得していたが、SLベンフィカではわずかな出場機会しか与えられなかった。

### フランス時代
1993年夏、フランス・リーグ・アンのSMカーンに移籍した。1994年夏に移籍したRCストラスブールではダニエル・ジャンデュプー (Daniel Jeandupeux) 監督と再会し、輝かしい才能を見せつけた。2006年にクラブが行った投票でモストヴォイは「プレーヤー・オブ・ザ・センチュリー」に選ばれている。

### セルタ・デ・ビーゴ
1996年、移籍金325万ペセタでスペイン・リーガ・エスパニョーラのセルタ・デ・ビーゴに移籍し、レアル・ベティス戦 (2-0) でデビューした。創造的なプレーぶりや重要な得点を決めたことなどからビーゴのファンにカルト的な人気を博し、El Zar de Balaídos（The Tsar of Balaídos、バライドスの皇帝）の愛称で親しまれた。1997-98シーズンから2002-03シーズンには安定して5位から7位につけ、2000年には同じロシア人のヴァレリー・カルピンなどとともにUEFAインタートトカップで優勝した。また、2002-03シーズンにはリーガ4位となり、クラブ念願のUEFAチャンピオンズリーグ出場権をもたらした。しかし、2003-04シーズンは、チャンピオンズリーグこそグループリーグを突破しベスト16に進出するものの、リーガとチャンピオンズリーグの両立に苦しみ、18位でセグンダ・ディビシオン（2部）降格となった。

### デポルティーボ・アラベス
2004年夏にセルタ・デ・ビーゴを退団してから8ヶ月間は所属クラブがなかったが、2005年3月上旬、2004-05シーズン終了までの契約でセグンダ・ディビシオンのデポルティーボ・アラベスと契約を結んだ。カディスCF戦で78分に途中出場してデビューし、チーム唯一の得点を挙げたが、1-3で敗れた。背中に慢性的な痛みを抱えていたため、わずか30日間の在籍・1試合の出場で現役引退を表明した。

## 代表経歴
モストヴォイはソビエト連邦代表、独立国家共同体 (CIS) 代表、ロシア代表でプレーしたことがある。ロシア代表としては1994 FIFAワールドカップ、UEFA EURO '96、2002 FIFAワールドカップ、UEFA EURO 2004に出場しているが、チームの中心として期待された2002 FIFAワールドカップでは負傷の影響で1試合もプレー機会がなかった。UEFA EURO 2004では、グループリーグ第1戦のスペイン戦 (0-1) 後、インタビューで「ゲオルギー・ヤルツェフ監督は無能だ。何も解っていない」と采配を批判して指揮官の怒りを買い、大会中にチームを追放された。このことも代表の士気が影響し、チームはグループリーグ2戦目のポルトガル戦にはあっさり敗れ、早々に敗退が決まった。しかし2年後のインタビューで、「練習量がとても多く、試合にベストな状態で臨めないと述べただけだ」と語り、強制送還の原因となった発言が誤解であるとした。

## 個人成績
| クラブ成績 | クラブ成績               | クラブ成績         | リーグ | リーグ | カップ       | カップ       | 国際大会   | 国際大会   | 通算 | 通算 |
| シーズン   | クラブ                   | リーグ             | 出場   | 得点   | 出場         | 得点         | 出場       | 得点       | 出場 | 得点 |
| ロシア     | ロシア                   | ロシア             | リーグ | リーグ | ロシア杯     | ロシア杯     | ヨーロッパ | ヨーロッパ | 通算 | 通算 |
| ---------- | ------------------------ | ------------------ | ------ | ------ | ------------ | ------------ | ---------- | ---------- | ---- | ---- |
| 1986       | FC Presnya Moscow        | ソ連2部            | ?      | ?      | ?            | ?            | -          | -          | ?    | ?    |
| 1987       | FCスパルタク・モスクワ   | ソ連1部            | 18     | 6      | -            | -            | -          | -          | 18   | 6    |
| 1988       | FCスパルタク・モスクワ   | ソ連1部            | 27     | 3      | -            | -            | -          | -          | 27   | 3    |
| 1989       | FCスパルタク・モスクワ   | ソ連1部            | 11     | 3      | -            | -            | -          | -          | 11   | 3    |
| 1990       | FCスパルタク・モスクワ   | ソ連1部            | 23     | 9      | -            | -            | -          | -          | 23   | 9    |
| 1991       | FCスパルタク・モスクワ   | ソ連1部            | 27     | 13     | -            | -            | -          | -          | 27   | 13   |
| ポルトガル | ポルトガル               | ポルトガル         | リーグ | リーグ | ポルトガル杯 | ポルトガル杯 | ヨーロッパ | ヨーロッパ | 通算 | 通算 |
| 1992-93    | SLベンフィカ             | プリメイラ・リーガ | 9      | 0      | -            | -            | 3          | 0          | 12   | 0    |
| 1993-94    | SLベンフィカ             | プリメイラ・リーガ | 0      | 0      | -            | -            | 0          | 0          | 0    | 0    |
| フランス   | フランス                 | フランス           | リーグ | リーグ | フランス杯   | フランス杯   | ヨーロッパ | ヨーロッパ | 通算 | 通算 |
| 1993-94    | SMカーン                 | リーグ・アン       | 15     | 3      | -            | -            | -          | -          | 15   | 3    |
| 1994-95    | RCストラスブール         | リーグ・アン       | 29     | 6      | 4            | 1            | -          | -          | 33   | 7    |
| 1995-96    | RCストラスブール         | リーグ・アン       | 32     | 9      | 3            | 1            | 6          | 2          | 41   | 12   |
| スペイン   | スペイン                 | スペイン           | リーグ | リーグ | 国王杯       | 国王杯       | ヨーロッパ | ヨーロッパ | 通算 | 通算 |
| 1996-97    | セルタ・デ・ビーゴ       | プリメーラ         | 31     | 5      | 6            | 1            | -          | -          | 37   | 6    |
| 1997-98    | セルタ・デ・ビーゴ       | プリメーラ         | 34     | 8      | 3            | 1            | -          | -          | 37   | 9    |
| 1998-99    | セルタ・デ・ビーゴ       | プリメーラ         | 33     | 6      | 1            | 0            | 7          | 2          | 41   | 8    |
| 1999-00    | セルタ・デ・ビーゴ       | プリメーラ         | 26     | 6      | 1            | 0            | 7          | 2          | 34   | 8    |
| 2000-01    | セルタ・デ・ビーゴ       | プリメーラ         | 30     | 9      | 6            | 2            | 7          | 2          | 43   | 13   |
| 2001-02    | セルタ・デ・ビーゴ       | プリメーラ         | 30     | 10     | 0            | 0            | 1          | 3          | 31   | 13   |
| 2002-03    | セルタ・デ・ビーゴ       | プリメーラ         | 27     | 5      | 0            | 0            | 4          | 1          | 31   | 6    |
| 2003-04    | セルタ・デ・ビーゴ       | プリメーラ         | 24     | 6      | m            | n            | m          | n          | m    | n    |
| 2004-05    | デポルティーボ・アラベス | セグンダ           | 1      | 1      | -            | -            | -          | -          | -    | -    |
| 通算       | ロシア                   | ロシア             | 88     | 28     | -            | -            | 13         | 3          | 101  | 31   |
| 通算       | ポルトガル               | ポルトガル         | 9      | 0      | -            | -            | 3          | 0          | 12   | 0    |
| 通算       | フランス                 | フランス           | 76     | 18     | 7            | 2            | 6          | 2          | 89   | 22   |
| 通算       | スペイン                 | スペイン           | m      | n      | m            | n            | m          | n          | m    | n    |
| 総通算     | 総通算                   | 総通算             | m      | n      | m            | n            | m          | n          | m    | n    |

## 代表歴

### 出場大会
- ソビエト連邦代表
- CIS代表
- ロシア代表
  - 1994 FIFAワールドカップ
  - 2002 FIFAワールドカップ

### 試合数
- 国際Aマッチ 13試合 3得点（ソビエト連邦、1990年-1991年）[6]
- 国際Aマッチ 2試合 0得点（CIS、1992年）[6]
- 国際Aマッチ 50試合 10得点（ロシア、1992年-2004年）[6]

| ソビエト連邦代表 | 国際Aマッチ | 国際Aマッチ |
| 年               | 出場        | 得点        |
| ---------------- | ----------- | ----------- |
| 1990             | 4           | 1           |
| 1991             | 9           | 2           |
| 通算             | 13          | 3           |

| CIS代表 | 国際Aマッチ | 国際Aマッチ |
| 年      | 出場        | 得点        |
| ------- | ----------- | ----------- |
| 1992    | 2           | 0           |
| 通算    | 2           | 0           |

| ロシア代表 | 国際Aマッチ | 国際Aマッチ |
| 年         | 出場        | 得点        |
| ---------- | ----------- | ----------- |
| 1992       | 1           | 0           |
| 1993       | 3           | 2           |
| 1994       | 2           | 0           |
| 1995       | 6           | 1           |
| 1996       | 9           | 3           |
| 1997       | 1           | 0           |
| 1998       | 5           | 1           |
| 1999       | 2           | 1           |
| 2000       | 3           | 0           |
| 2001       | 8           | 1           |
| 2002       | 4           | 0           |
| 2003       | 4           | 1           |
| 2004       | 2           | 0           |
| 通算       | 50          | 10          |

## タイトル

### クラブ
- FCスパルタク・モスクワ
  - ソビエト連邦サッカーリーグ 優勝 : 1987, 1989
- SLベンフィカ
  - プリメイラ・リーガ 優勝 : 1993-94
  - タッサ・デ・ポルトガル 優勝  : 1991-92
- セルタ・デ・ビーゴ
  - UEFAインタートトカップ 優勝 : 2000
  - コパ・デル・レイ 準優勝 : 2000-01

### 代表
- U-21ソビエト代表
  - UEFA U-21欧州選手権 優勝 : 1990
- 35歳以上ロシア代表
  - レジェンズ・カップ (Legends Cup) 優勝 : 2009